# سیژپ
سیژپ یا سایژپ (به فرانسوی: Cégep) (تلفظ فرانسوی say-ZHEP یا ‎/ˈsiːdʒɛp/‎ SEE-jep) به مجموعه کالج‌ها، مراکز پیش‌دانشگاهی و نیز مراکز آموزش فنی‌وحرفه‌ای استان کبک گفته می‌شود. این واژه مخفف یک عبارت فرانسوی به معنای «کالج عمومی و شغلی» است.
نظام آموزشی در کبک با سایر مناطق کانادا و حتی ایالات متحده متفاوت است. در این استان، دانش‌آموزان پس از اتمام دوره متوسطه نمی‌توانند به صورت مستقیم وارد دانشگاه شوند و باید یک دوره معمولاً دو ساله پیش‌دانشگاهی را در مراکز سژپ بگذارنند. همچنین برخی دانش‌آموزان نیز وارد کالج‌های فنی‌وحرفه‌ای سژپ شده و پس از سه سال از آن فارغ‌التحصیل می‌شوند. سژپ  یک سری آموزش‌های فنی ویژه افراد بزرگسال را نیز ارائه می‌دهد. در حال حاضر ۴۸ کالج سژپ در استان کبک وجود دارد که به جز ۵ تای آنها، بقیه فرانسوی‌زبان هستند.